# Togoperla totanigra
Togoperla totanigra és una espècie d'insecte plecòpter pertanyent a la família dels pèrlids que es troba a la Xina, incloent-hi Guangxi i Zhejiang.